# Redeeming Love – Die Liebe ist stark
Redeeming Love – Die Liebe ist stark (Originaltitel: Redeeming Love) ist eine Literaturverfilmung des gleichnamigen Bestsellers von Francine Rivers aus dem Jahr 1991. Regie bei dem romantischen Western führte D. J. Caruso. Er schrieb zusammen mit Francine Rivers das Drehbuch zum Film.
Der Liebesfilm wurde am 21. Januar 2022 durch Universal Pictures veröffentlicht.

## Handlung
Der junge Farmer Michael betet darum, eine Frau zu bekommen. Kurz darauf sieht er in der Stadt Sarah und ihm wird klar, dass dies die Frau ist, die er heiraten soll. Jedoch ist Sarah eine stadtbekannte Prostituierte, genannt Angel, die als Kind verkauft wurde und seitdem im Rotlichtgewerbe arbeitet. Michael besucht sie fortan regelmäßig, jedoch ausschließlich, um mit Sarah zu sprechen. Zunächst will Sarah nichts von den Avancen des jungen Mannes wissen. Als sie brutal zusammengeschlagen wird, willigt sie schließlich doch ein, seine Frau zu werden.
Michael nimmt Sarah mit auf seine Farm und sorgt für sie. Sarah lässt ihre Vergangenheit jedoch nicht los. Immer wieder ergreift sie die Flucht, einmal mit Hilfe von Paul, Michaels Schwager, der als Gegenleistung Sex verlangt, worauf sie sich einlässt. Immer wieder bringt Michael sie zurück.
Als Sarah jedoch von Michaels Wunsch nach Kindern erfährt, verschwindet sie erneut, da sie nach einer Abtreibung aus medizinischer Sicht nicht mehr schwanger werden kann.
Sarah will nun auf ehrliche Weise Geld verdienen und arbeitet zunächst als Köchin. Ihr ehemaliger Zuhälter findet sie jedoch und zwingt sie erneut, im Nachtleben zu arbeiten. Erneut gelingt ihr die Flucht.
Drei Jahre später arbeitet Sarah in einer Einrichtung, die Frauen aus schwierigen Verhältnissen zu einem normalen Leben verhilft. Paul findet sie und bittet sie, zurückzukommen, da Michael sie immer noch liebe, worin sie einwilligt.
Schließlich leben Sarah und Michael auf der Farm mit einem Sohn und Sarah ist erneut schwanger.

## Produktion
Die Dreharbeiten wurden im März 2020 in Kapstadt, Südafrika, abgeschlossen. Redeeming Love – Die Liebe ist stark ist nach der im Jahr 2018 erschienenen Filmbiografie I Can Only Imagine die zweite Zusammenarbeit zwischen den Produzenten Cindy Bond und Simon Swart.

## Bewertungen
Mehr als 500 Nutzer der Website Rotten Tomatoes bewerteten den Film im Durchschnitt überaus positiv. US-amerikanische Kinobesucher gaben dem Film laut Cinemascore im Durchschnitt eine Schulnote von B+, was einer 2+ im deutschsprachigen Raum entspricht.